# Julien-Simon Duchesne
Julien-Simon Duchesne (1764, Mézeray - 10 avril 1825, Meslay-du-Maine), médecin et révolutionnaire français.

## Biographie
Il est élevé par son oncle paternel, l'abbé Philibert-Joseph Duchesne.
Il veut d'abord entrer dans les ordres : il va au séminaire d'Angers et est même pourvu d'un bénéfice. Il change d'avis pour la chirurgie. Il devient maître en chirurgie à Laval, le 30 mai 1789.
Il s'installe à Meslay. Il épousé Renée-Jacquine Echard, en installant aussi chez lui une concubine. Révolutionnaire, il fonde un club dont il devint président. En 1791, il publie chez Michel Faur un factum intitulé: La maladie à la mode par demandes et réponses. Il utilise des procédés spéciaux : avec l'aide des patriotes de Meslay, il attache sur des ânes les catholiques réfractaires et les mènent ainsi de force à la messe du curé jureur. Paul Delaunay indique que le chirurgien et le curé s'entendaient fort bien et dénonçaient de concert force suspects : en une nuit, ils en firent arrêter et conduire à Laval une douzaine. 
Le 4 juin 1793, accompagné de dix gardes nationaux de la commune, il fait appliquer un arrêté obligeant à fermer les églises de prêtres non constitutionnels. Il fait exécuter l'ordre à Arquenay, Bazougers, Saint-Denis-du-Maine et dans le canton. 
Il est emprisonné à Laval, comme fédéraliste en l'an II, sur la dénonciation du Comité révolutionnaire de Meslay. Il est libéré. 
Il est menacé plusieurs fois pendant la chouannerie :
- En février 1796, les chouans de Lechandelier et de Claude-Augustin de Tercier attaquent Meslay. Ils refoulent les soldats républicains[4] dans l'église, mais battent en retraite à l'arrivée des volontaires de Ballée.
- Le 20 octobre 1799, les chouans reviennent[5]. Les patriotes et soldats se réfugient dans l'ancienne chapelle du Château de Meslay, acquise comme bien national par Duchesne. Il était du nombre des assiégés[6].

Il est en 1797 commissaire du gouvernement auprès de l'administration cantonale de Meslay.  
Il demeure chirurgien après la Révolution française et meurt en 1825, après une longue maladie. Il est enterré civilement et refuse tous les secours spirituels que lui apportaient le curé et son vicaire.

## Publication
- La maladie à la mode; par demandes et par réponses.. Laval, de l'imprimerie de Faur et Cie, 1792, in-8 de 40 pages[8].

## Sources
- « Julien-Simon Duchesne », dans Alphonse-Victor Angot et Ferdinand Gaugain, Dictionnaire historique, topographique et biographique de la Mayenne, Laval, A. Goupil, 1900-1910 [détail des éditions] (BNF 34106789, présentation en ligne)
- Paul Delaunay, Vieux médecins mayennais